# 太甲
商太宗太甲（？—？），子姓，名至，商湯的長孫，又称祖甲，《史記》記載其庙号为太宗，是商朝第五位君王。
据《史记》记载，太甲在位初年，任用伊尹为相，商朝比较强盛。可是太甲三年时，太甲开始按照自己性子办事，以残暴的手段对付百姓、奴隶，伊尹便把太甲流放到桐之宮。三年後，伊尹见太甲改过自新，便郑重地将政權交返给太甲。太甲復辟后，沉痛接受教训，成为了一个勤政爱民、励精图治的圣君。
不過，另一本史書《竹書紀年》對此卻有不同的描述：伊尹放逐太甲后，自立為王，7年後，太甲潛回殺掉篡位的伊尹，並改立伊尹的兒子伊陟和伊奮繼承伊家。
更有一種說法認為商湯長子太丁逝時，湯尚健在，立次子外丙為太子，而湯逝後，太甲奪權，在其叔父外丙（以及仲壬）之前即位，破壞了嫡長子繼承制度。這可能是文獻記載中多稱太甲起初不賢的緣故，所以伊尹放太甲於桐，並作《伊訓》、《肆命》、《徂后》使其反省悔過。期間伊尹復立湯次子外丙、三子仲壬相繼為王，但二人年邁，總共在位六年便過世。太甲在桐宮修德，認識到自己的過錯，伊尹見此便迎接太甲回都，還政於太甲。但這便無法解釋太丁可能曾經繼位的證據，學者江林昌根据周祭祀谱中太丁先于太甲，认为太丁曾经即位。

## 在位年數
現今流傳文獻記載的太甲在位年數有5種說法：
- 在位6年，《史記•殷本紀》、《太平御覽》卷83引《史記》。
- 在位12年，《今本竹書紀年》、《史記•魯世家》索隱引《紀年》。
- 在位14年，《冊府元龜》。
- 在位32年，陶弘景《古今刀劍錄》。
- 在位33年，《史記•魯世家》，《太平御覽》卷83引《帝王世紀》、《資治通鑑外紀》、《通志》、《皇極經世》、《文獻通考》均同。

## 名言
太甲曰：“天作孽，猶可違；自作孽，不可逭。”

## 妻
妣辛，甲骨文作“大甲配妣辛”，沃丁、太庚之母。